# Leon Van Daele
Pour les articles homonymes, voir Van Daele.
Leon Van Daele, né le 24 février 1933 à Ruddervoorde et mort le 30 avril 2000 à Oostkamp, est un coureur cycliste belge.
Il devient coureur professionnel en 1952 dans l'équipe Bertin. Durant ses premières années, il remporte divers critériums et courses belges telles que Kuurne-Bruxelles-Kuurne ou le Championnat des Flandres.
En 1957, il s'impose sur Paris-Bruxelles et finit septième du championnat du monde. Sur Paris-Roubaix, il est troisième, battu au sprint par Rik Van Steenbergen, alors que Fred De Bruyne a franchi la ligne plus d'une minute plus tôt.
L'année suivante, il remporte Paris-Roubaix. Attaquant à 300 mètres de l'arrivée, il surprend les favoris que sont Rik Van Steenbergen, Miguel Poblet et surtout son leader Rik Van Looy. Il s'agira de la plus grande victoire de sa carrière.
En 1959, il gagne Gand-Wevelgem et finit troisième de Milan-San Remo.

## Palmarès
- 1951
  - 3e du Tour du Limbourg amateurs
- 1952
  - Championnat de Flandre indépendants
  - Circuit Het Volk indépendants
  - Roubaix-Cassel-Roubaix[2]
  - Ruddervoorde Koerse
  - 2e du Tour des Flandres des indépendants
  - 3e de Bruxelles-Izegem
- 1953
  - Ruddervoorde Koerse
- 1954
  - Kuurne-Bruxelles-Kuurne
  - 1re étape du Tour de Picardie
  - 2e du Circuit des cinq collines
- 1955
  - 2e étape du Tour de Picardie
  - 9e étape du Tour de l'Ouest
- 1956
  - Circuit du Houtland
  - 9e étape du Tour de l'Ouest
  - Championnat des Flandres
  - 3e de Bruxelles-Izegem
  - 3e du Tour des Flandres
- 1957
  - Paris-Bruxelles
  - 5e étape du Tour des Pays-Bas
  - Bruxelles-Ingooigem
  - Milan-Mantoue
  - Trois Jours d'Anvers :
    - Classement général
    - 1rea étape

  - Championnat des Flandres
  - Ruddervoorde Koerse
  - Grand Prix Raf Jonckheere
  - 2e du Circuit du Houtland-Torhout
  - 2e de Kuurne-Bruxelles-Kuurne
  - 2e de Bruxelles-Izegem
  - 3e de Paris-Roubaix
  - 3e du Circuit Het Volk
  - 7e du championnat du monde sur route
- 1958
  - 5eb et 6e étapes du Tour du Levant
  - Circuit des régions fruitières
  - Paris-Roubaix
  - Grand Prix Flandria
  - Bruxelles-Izegem
  - Championnat des Flandres
  - Ruddervoorde Koerse
  - Vlaamse Pijl Kalken
  - 2e de Bruxelles-Ingooigem
  - 7e de Paris-Tours
  - 10e de Milan-San Remo
  - 10e de Paris-Bruxelles
- 1959
  - 3e étape de Paris-Nice
  - Gand-Wevelgem
  - 1re étape du Tour de Luxembourg
  - Circuit du Houtland-Torhout
  - 3e de Milan-San Remo
  - 4e de Paris-Bruxelles
  - 8e de Paris-Roubaix
- 1960
  - Circuit du Houtland-Torhout
  - Tielt-Anvers-Tielt
  - 2e du Circuit de la vallée de la Lys
  - 3e du Circuit des monts du sud-ouest
- 1961
  - Kuurne-Bruxelles-Kuurne
  - Nokere Koerse
  - 2e étape du Tour de Luxembourg
  - 3e d'À travers la Belgique
- 1962
  - Circuit Mandel-Lys-Escaut
  - 2e du Prix de Saint-Lievin-Esse
- 1963
  - 2e de Kuurne-Bruxelles-Kuurne
  - 3e du Grote Prijs Dr. Eugeen Roggeman
- 1964
  - Grand Prix du 1er mai
  - Tour des onze villes
  - Circuit des Trois Provinces (Avelgem)
  - 2e de la Nokere Koerse

## Résultats sur les grands tours

### Tour d'Espagne
1 participation
- 1958 : abandon (7e étape)